# Loeseneriella
Loeseneriella es un género de plantas con flores  pertenecientes a la familia Celastraceae. Comprende 40 especies descritas y de estas, solo 16 aceptadas.

## Taxonomía
El género fue descrito por  Albert Charles Smith y publicado en American Journal of Botany 28: 438. 1941.

## Especies seleccionadas
- Loeseneriella africana
- Loeseneriella andamanica
- Loeseneriella apiculata